# フローレンス・グリフィス＝ジョイナー
フローレンス・デロレス・グリフィス＝ジョイナー（Florence Delorez Griffith Joyner, 1959年12月21日 - 1998年9月21日）は、アメリカ合衆国・カリフォルニア州ロサンゼルス出身の陸上競技選手。
生誕名は「フローレンス・デロレス・グリフィス」(Florence Delorez Griffith)。愛称はFlo-Jo。陸上競技における女子100m（10秒49）、200m（21秒34）の世界記録を保持しており、この記録は2024年現在、誰にも破られていない。

## 経歴
11人の兄弟姉妹の7番目として生まれた。高校時代に短距離走と走り幅跳びで好成績を収め、1978年にカリフォルニア州立大学ノースリッジ校に入学し陸上部で活躍したが、実家の経済状態が悪く中退。その後は銀行員として家計を支えたが、彼女の陸上の才能を惜しんだコーチの尽力で1980年にカリフォルニア大学ロサンゼルス校に転入し1983年に卒業する。大学を卒業した頃の彼女はオリンピックに出場できるレベルの優秀な選手であったが、エベリン・アシュフォード、アリス・ブラウン、バレリー・ブリスコ＝フックス等のスター選手の陰に隠れた地味な存在の選手であった。
しかし優勝候補のエベリン・アシュフォードの怪我もあり1984年ロサンゼルスオリンピックで200mで銀メダルを獲得した。だが世間の人気も評価もいまいちで、陸上活動や生活を支えてくれる企業スポンサーが付かなかったこともあり銀行員に戻った。そして兼ねてから興味があったファッションやネイルの勉強を始め、1985年以降は陸上競技大会には時々出場する程度に留めていた。
1987年春に陸上競技に電撃復帰した彼女は、同年夏に開催された全米オリンピックトライアルで、いきなり驚異的な記録を叩き出し1988年ソウルオリンピックに出場する権利を得た。そしてソウルオリンピックでは100m、200m、400mRで金メダルを獲得し、3冠を達成した。長く伸ばした自分の爪に鮮やかなマニキュアをつけ、長い髪の毛をそのまま伸ばした髪形でも話題を呼んだ。ソウルオリンピックが終わった直後にスーパー陸上で来日し、優勝を果たすも、まもなく引退を表明した。
100m走の世界記録に関しては、同日に行われた他の競技で追い風参考記録となったものが多かったが、彼女のレースでは風速0.0m/sと無風であり、彼女が走っていた時点では風速計が故障していたとも言われている。
夫は1984年ロサンゼルスオリンピックの三段跳で金メダルを獲得したアル・ジョイナー。七種競技や走幅跳で活躍したジャッキー・ジョイナー・カーシーはアルの妹であり、フローレンスにとっては義妹にあたる。
1989年10月7日に放送された日本テレビ系スペシャルドラマ「華麗なる追跡 THE CHASER」に出演し、松田優作と共演したことがある。

## 死
1998年9月21日、ジョイナーは、ロサンゼルスから遠くないカリフォルニア州ミッション・ヴィエホ、キャニオン・クレスト地区にある自宅にて、眠っている最中に死亡した。38歳であった。オレンジ・カウンティ（オレンジ郡）保安官事務所が彼女の死について調査を行なった。その調査結果によれば、彼女の死因は「重度の癲癇発作による窒息死」であった。また、ジョイナーは海綿状血管腫を患っていたことも判明した。この疾患は先天性の脳血管奇形であり、これが原因で発作が惹き起こされた。
ジョイナーの家族の弁護士によれば、ジョイナーは1990年に強直間代発作を起こしており、1993年と1994年にその発作の治療を受けていたという。また、彼女の死について調査を行なった保安官事務所によれば、彼女が服用していた内服薬は、一般的な市販薬2つ、すなわちアセトアミノフェンと抗ヒスタミン剤の一種であるベナドリル（ジフェンヒドラミン）であった。
死の2年前、ジョイナーはカリフォルニアからセント・ルイスへの移動中の飛行機の中で発作を起こしており、入院したことがあった。
また、発見時の彼女はうつ伏せの状態で寝ていたという。夫のアル・ジョイナーによれば、彼女には反応が無く、呼吸もしていなかったという。
ソウルオリンピックの直後に引退を表明した彼女は、別の競技選手から「彼女はステロイドやヒト成長ホルモンを服用していた」という噂や非難に晒されたことがある。ジョイナーは薬物検査には全て合格しているが、成長ホルモンについては、尿検査を行なっても検出されることは無い。

## 薬物疑惑
- 1988年以降に成績が急に向上した[11]。
- 1980年代半ば以降、急激に体つきが変化した。ジョイナーのように体つきが激変し、成績が向上したスポーツ選手として、ベン・ジョンソンやバリー・ボンズがいる。ジョンソンは「薬物を使っていた」としてメダルと世界記録を剥奪されている。ボンズは薬物を使った疑惑があるため、MLBで打者として屈指の成績を残したのにもかかわらず、未だにMLBの殿堂入りを達成していない。
- ジョイナーの持つ2つの世界記録は、競技レベルやスパイクシューズ、陸上トラックの質が格段に向上してもなお破られていない。100m走では2021年にエレイン・トンプソン＝ヘラが10秒54を記録[12]。200m走では2023年にシェリカ・ジャクソン（英語版）が21秒41を記録[13]し、30年以上の時を経てようやくジョイナーの記録に肉薄している。
- 彼女の現役当時のトレーニングパートナーである100mハードル走選手のローナ・ブースは「元々優秀な選手だったけど大変貌を遂げたの。彼女は太り気味で停滞していたわ。練習でも私が簡単に勝てる程にはね」と話していた。ブースはジョイナーの現役時代のある時、カリフォルニアの病院に勤務する看護師からジョイナーがドーピング薬物使用のために定期的に通院していたことを伝えられたが、事実を公表することに身の危険を感じたため当時はただジョイナーの健康を案じるしかなかったと、引退後に語った。また、元チームメイトのダレル・ロビンソンはジョイナーにヒト成長ホルモンを25000ドルで売ったと『シュテルン』に暴露した。

## その他の活動
NBAインディアナ・ペイサーズの90〜96年に着用されたユニフォームをデザインしている。